# Багиров, Вахид Габиб оглы
Вахид Габиб оглы Багиров (азерб. Vahid Həbib oğlu Bağırov; 23 января 1941, Нахичевань, Азербайджанская ССР — 29 мая 2010, Баку, Азербайджанская Республика) — заслуженный журналист Азербайджанской Республики (1991)..

## Биография
Родился 23 января 1941 года в городе Нахичевань Нахичеванской АССР. В 1958 году поступил в Азербайджанский Государственный Университет на факультет журналистики. В 1963 году с отличием его окончил и начал трудовую деятельность на Нахичеванском телевидении.
Член Союза журналистов СССР с 1964 года.
В 1966 году Вахид Багиров избран первым секретарём ЦК Нахичеванского обкома ЛКСМ Азербайджана. 
В 1970 году назначен главным редактором газет «Шарг гапысы» и «Советская Нахичевань», печатного органа Нахичеванского областного комитета Коммунистической партии Азербайджанской ССР.
В 1970 году поступил в Высшую партийную школу при ЦК КПСС (ВШП)  и в 1973 году окончил ее с отличием.
Указом от 19 августа 1975 года Президиума Верховного Совета Нахичеванской АССР был назначен министром культуры Нахичеванской АССР.
Пленум Нахичеванского областного комитета Коммунистической партии Азербайджанской ССР 30 марта 1977 года избрал Вахида Багирова секретарём Нахичеванского обкома КП Азербайджана.
На XXXII Нахичеванской областной партийной конференции КП Азербайджана в 1979 году был избран членом Нахичеванского областного комитета партии.
Избирался депутатом Верховного Совета Нахчыванской Автономной Советской Социалистической Республики 7-го, 8-го и 9-го созывов.
В 1980 году вернулся к журналистской деятельности и занял должность заместителя редактора газет "советский Нахичевань" и "советская Нахичевань".
На XXXV Нахичеванской областной партийной конференции КП Азербайджана в 1985 году был избран членом Нахичеванского областного комитета партии.
В 1980 году вернулся в журналистику в качестве главного редактора газет «Совет Нахчываны» и «Советская Нахичевань».
Решением бюро Нахичеванского обкома КП Азербайджана в 1989 году был назначен председателем Государственного комитета по телевидению и радиовещанию Нахичеванской АССР.
В 1993 году занял пост председателя Нахчыванского отделения общества "VATAN".

## Награды
- 13.04.1970 - медаль "В ознаменование 100-летия со дня рождения Владимира Ильича Ленина"
- 23.02.1978 - орден Трудового Красного Знамени
- 04.05.1991 - почетное звание "Заслуженный журналист Азербайджанской Республики"